# Not Going Out
Not Going Out är en brittisk komediserie, skapad av komikern Lee Mack. Serien hade premiär 2006.

## Utmärkelser
Not Going Out vann Guldrosen för "Bästa sitcom" 2007. Samma år vann Lee Mack och  Andrew Collins ett RTS Award som seriens manusförfattare.

## Rollista i urval
| - Lee Mack – Lee - Tim Vine – Timothy Adams (säsong 1-5) - Megan Dodds – Kate (säsong 1) - Sally Bretton – Lucy Adams (säsong 2- ) - Miranda Hart – Barbara (säsong 2-3) - Katy Wix – Daisy (säsong 2-5) | - Deborah Grant – Wendy Adams (säsong 3- ) - Timothy West – Geoffrey Adams (säsong 3) - Geoffrey Whitehead – Geoffrey Adams (säsong 4- ) - Bobby Ball – Frank (säsong 6-11) - Hugh Dennis – Toby (säsong 7- ) - Abigail Cruttenden – Anna (säsong 7- ) |